# Maspie-Lalonquère-Juillacq
Maspie-Lalonquère-Juillacq è un comune francese di 281 abitanti situato nel dipartimento dei Pirenei Atlantici nella regione della Nuova Aquitania.

## Società

### Evoluzione demografica
Abitanti censiti